# KK Celje
O Košarkarski Klub Celje (em português:  Basquetebol Clube Celje), conhecido também apenas como Celje, é um clube de basquetebol baseado em  Celje, Eslovênia que atualmente disputa a 2.SKL. Manda seus jogos no Gimnazija Celje com capacidade para 350 espectadores.

## Histórico de Temporadas
| Temporada | Nível | Liga  | Pos. | J     | PL  | Resultado         |
| --------- | ----- | ----- | ---- | ----- | --- | ----------------- |
| 2012-13   | 3     | 3.SKL | 2    |       |     |                   |
| 2013-14   | 3     | 3.SKL | 1    | 15-1  | 5-1 | Promovido campeão |
| 2014-15   | 2     | 2.SKL | 9    | 8-14  |     |                   |
| 2015-16   | 2     | 2.SKL | 10   | 9-13  |     |                   |
| 2016-17   | 2     | 2.SKL | 7    | 11-11 |     |                   |
| 2017-18   | 2     | 2.SKL |      |       |     |                   |

fonte:eurobasket.com

## Títulos

### Competições domésticas
- Terceira divisão

Campeões (1): 2013-14
Finalistas (1): 2012-13